# Ingerslev å
Ingerslev å är ett vattendrag i Danmark. Det ligger i den nordvästra delen av Norddjurs kommun i Region Mittjylland, i den centrala delen av landet.